# La Regodias
La Regodias est une sculpture de Germaine Richier  en bronze patiné foncé, ou en bronze patiné nettoyé,  réalisée en 12 exemplaires. Elle représente une tête de femme aussi séduisante que le modèle dont elle porte le nom Renée Régodias, modèle professionnelle.  Le titre de lœuvre a modifié légèrement le nom du modèle qui est devenu : Regodias.  Elle a été présentée en même temps que La Tauromachie (1953)  en 2007 à l'exposition Germaine Richier de Venise  Palazzo Venier dei Leoni   par le Musée Peggy Guggenheim à Venise du 28 octobre 2006 au 5 février 2007.

## Description
Jean-Louis Prat la compare à la tête de Néfertiti , avec son long cou mince et sa base ovoïde. Le cou et la tête sont orientés selon un axe légèrement oblique, et  tout le buste,  de la base au sommet du crâne, s'élève  "en spirale". Cette œuvre précoce  tient lieu, pour Bernard Heitz, d'exercice de style, à une époque ou Germaine Richier faisait ses gammes, avant de se détacher du classicisme.
Toutefois, il s'agit d'un classicisme trompeur car  l'artiste prend des libertés avec la perfection  : le visage  est asymétrique, un œil plus bas que l'autre. C'est une manière de donner de la vivacité aux traits qu'une trop grande perfection rendrait morne. Germaine Richier l'a même striée de griffures , particulièrement sur le nez et certains plâtre la présentent littéralement ravagée de stries bleues , notamment sur un plâtre page 72  du  catalogue de l'exposition au musée Rodin.
Le Regodias reste ce que Geneviève Breerette considère comme  le travail d'un sculpteur bien élevé : « Jusqu'à la guerre, Germaine Richier reste un sculpteur bien élevé, dans la tradition du volume et de la statuaire... C'est en Suisse où elle réside pendant l'Occupation, qu'elle met à mal l'unité de sa statuaire, et défait l'équilibre classique qu'elle sait si bien gérer. »

## Expositions
Cette œuvre a été  présentée de nombreuses fois notamment au
- Kunstmusum de Winterthur du 16 septembre au 11 novembre 1951
- Musée Rodin : Paris, 2 mai - 3 juin 1968 dans le cadre de la Troisième biennale internationale de sculpture contemporaine,
- à Venise  au Palazzo Venier dei Leoni  au Musée Peggy Guggenheim  du 28 octobre 2006 au 5 février 2007[6].

### Livres
- André Pieyre de Mandiargues, Germaine Richier, Éditions Synthèses, Bruxelles, 1959.
- Jean-Louis Prat, Germaine Richier, rétrospective, Saint-Paul-de-Vence, Fondation Maeght, 1996, 240 p. (ISBN 978-2-900923-13-9),  rétrospective du 5 avril au 18 juin 1996

### Articles
- Les étranges créatures de Germaine Richier enfin rassemblées par Geneviève Breerette[note 1], Le Monde, 17 avril 1996, p. 22

la page contient aussi un extrait d'entretien de César avec Alain Jouffroy sur Germaine Richier
- Le Chaos debout par Bernard Heitz, Télérama n°2417 du 8 mai 1996, p. 92 à 94.